# 邵阳医学高等专科学校
27°14′02″N 111°27′11″E / 27.233874°N 111.453037°E
邵阳医学高等专科学校（英語：Shaoyang Medical College）位于湖南省邵阳市宝庆西路18号，是湖南省一所高等专科大学。学校有2个校区，一个位于梅子井，一一个位于西湖。

## 历史

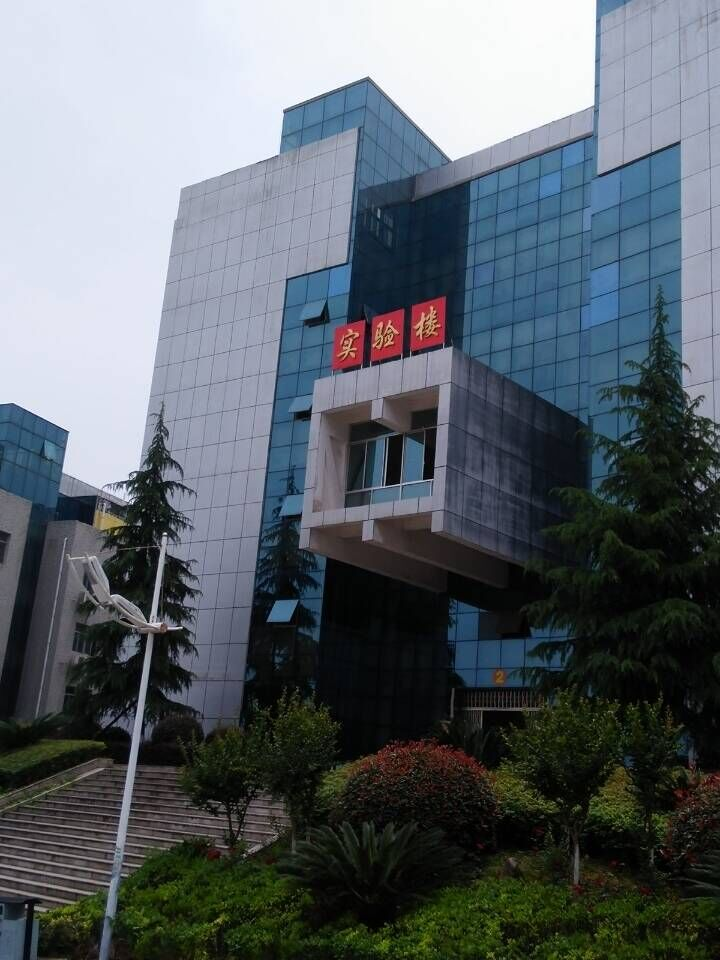
邵阳医专的实验楼。

1929年，邵阳地区建立了“湖南省私立普爱高级护士职业学校”。
1950年，“湖南省私立普爱高级护士职业学校”改名为“邵阳市卫生学校”。
1952年，“邵阳护士学校”合并入“湖南省第五卫生学校”。
1953年3月3日，“湖南省第五卫生学校”复更名为“湖南省邵阳卫生学校”。
1958年，“湖南省邵阳卫生学校”改名为“邵阳医学院”。
1959年9月15日，“邵阳医学院”改为“邵阳医学专科学校”。
1965年7月，“邵阳医学专科学校”改名为“湖南省邵阳卫生学校”。
1971年，“湖南省邵阳卫生学校”改称“邵阳地区卫生学校”，后改名为“邵阳医学高等专科学校”。
2016年1月26日，与邵阳学院合并调整为新的邵阳学院。

## 学校院系

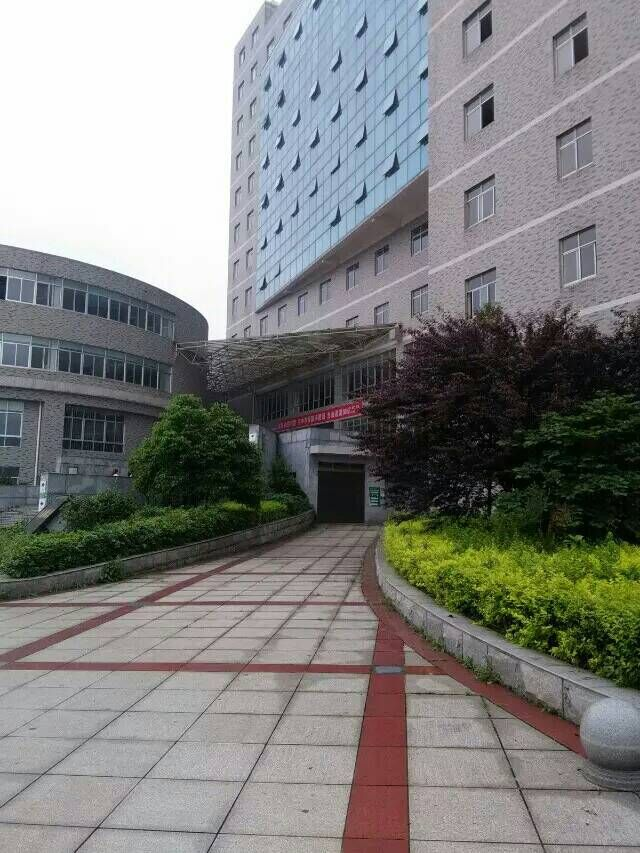
邵阳医专的图书馆。

邵阳医学高等专科学校开设有4个系，3个部。

### 系
护理系、临床医学系、药学系、医学检验系

### 部
基础课部、公共课部、职成部  

### 专业
邵阳医学高等专科学校拥有“临床医学、护理、药学、医学检验技术、医学影像技术、针灸推拿、口腔医学、助产”8个专业。

## 附属机构
邵阳医学高等专科学校有教学医院3所，附属医院2所：邵阳医专附属医院、邵阳市一人民医院。

## 校训
明德、慎思、博学、济世